# OSCA
La OSCA (acronimo di Officine Specializzate Costruzione Automobili) è stata una piccola casa automobilistica di San Lazzaro di Savena, in Emilia-Romagna, attiva dal 1947 al 1967.

## Storia

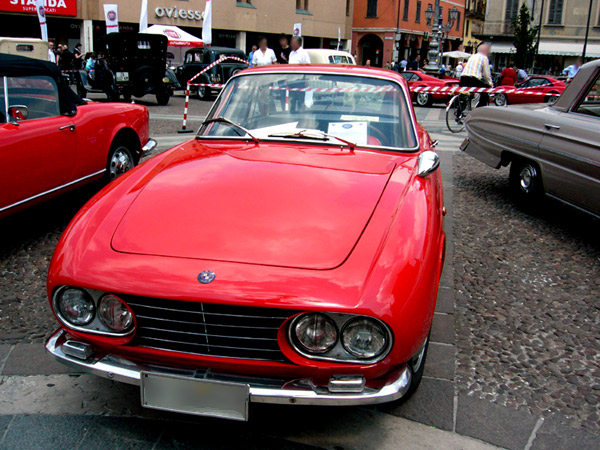
OSCA 1600 GT2 Fissore Coupé del 1959

Nel 1937 i fratelli Ettore, Ernesto e Bindo Maserati avevano ceduto la loro fabbrica (la Officine Alfieri Maserati) ad Adolfo ed Omar Orsi, proprietari di una acciaieria e fabbrica di utensili. Il contratto di cessione prevedeva una consulenza decennale per i fratelli Maserati, cessata la quale questi decisero di fondare nel 1947 una propria officina per la produzione di automobili da competizione di piccola cilindrata chiamata OSCA.
Il primo modello prodotto dalla casa di San Lazzaro fu la barchetta MT4 del 1948, spinta da un motore bialbero di 1092 cm³ da 72 CV e destinata alle gare della categoria 1,1 litri.
La MT4 vinse il Gran Premio di Napoli del 1948, guidata da Luigi Villoresi e conquistò parecchie affermazioni nella classe di cilindrata, condotta da Ada Pace, tra le quali una prestigiosa vittoria alla Targa Florio.
Con la stessa auto Francesco Giardini si aggiudicò il Giro delle Calabrie, davanti a auto di cilindrata superiore, e il campionato italiano nel 1953.
Negli anni successivi seguirono evoluzioni del bialbero con cilindrate di 1392 cm³ da 92 CV, 1453 cm³ da 110 CV, 1491 cm³ da 120 CV e 1568 cm³ da 140 CV.

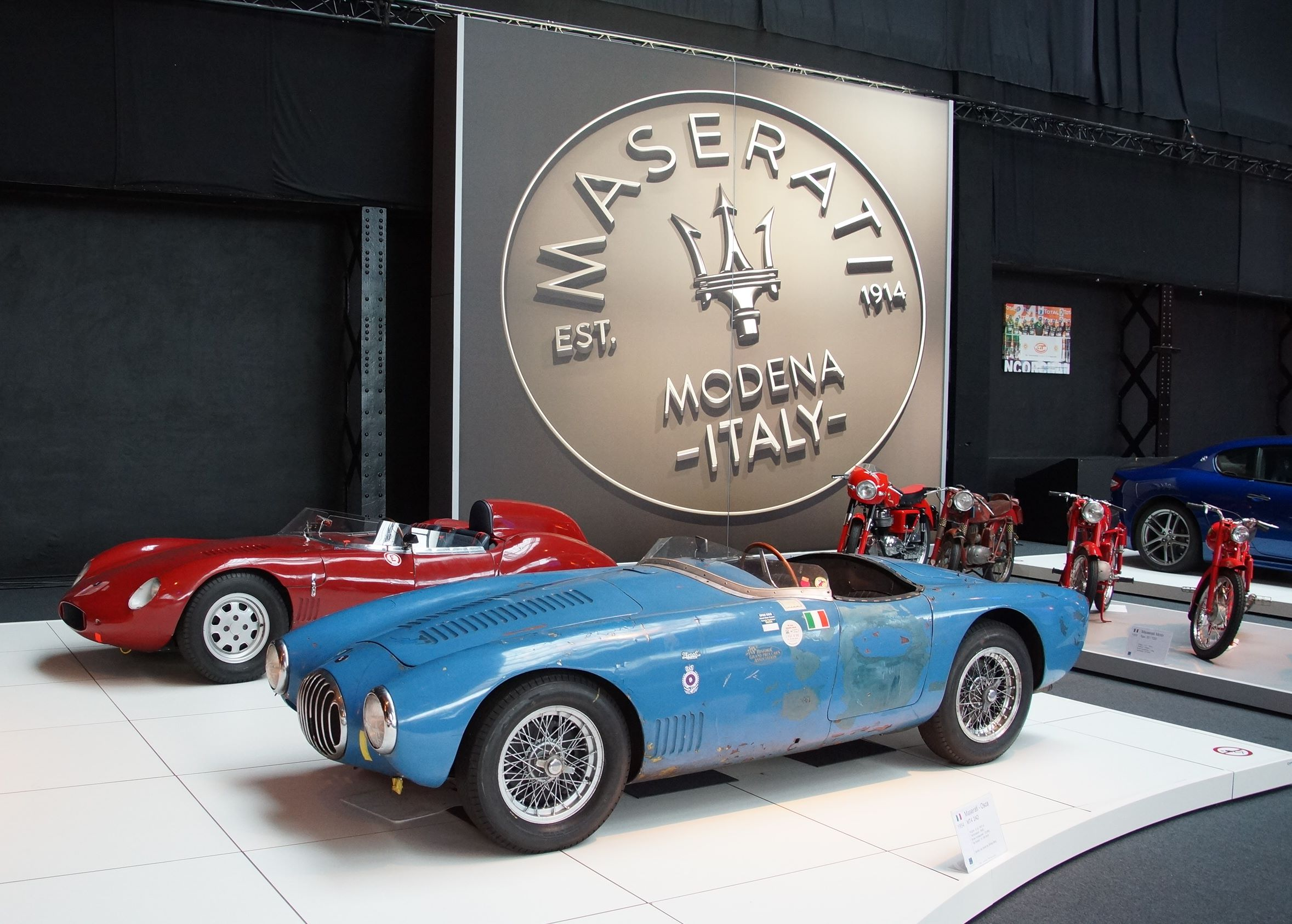
Osca MT4 2AD a destra e una Osca S187 a sinistra

Dalle vetture da competizione derivarono gli autotelai "1600 GT" e "1600 GT2", trasformati in eleganti vetture coupé e spider a 2 posti dai carrozzieri Frua, Michelotti, Zagato, Fissore e Vignale.
L'ambizione di partecipare al campionato mondiale sport e alla Mille Miglia, portò alla nascita della MT4 equipaggiata con un motore da 2 litri, bialbero a distribuzione desmodromica, da 165 CV. Questa vettura, guidata da Stirling Moss, aggiunse al palmarès della OSCA la vittoria nella prestigiosa 12 Ore di Sebring.
I motori bialbero Osca, di 1491 cm³ prima e 1568 cm³ poi, andarono ad equipaggiare, in versione depotenziata a 90 CV SAE (80 CV din) e 100 CV SAE (90 CV DIN), modelli di più ampia diffusione, come le Fiat 1500 S (1959-1963) e 1600 S (1963-1966).
I fratelli Maserati, ormai anziani, cedettero la maggioranza azionaria ai conti Agusta, già titolari delle omonime aziende motociclistica ed elicotteristica, alla fine del 1964. A fine 1966 fu licenziata gran parte del personale di Bologna e fu deciso di trasferire l'azienda a Gallarate, ma già nel 1967 la OSCA chiuse i battenti.

### Il marchio dopo la chiusura
Come per altre aziende automobilistiche del passato, è stata tentata la rinascita del marchio con la presentazione nel 1999 della Osca 2500 GT Dromos, rimasta però a livello di prototipo.
Nel 2022, l'imprenditore molisano Massimo Di Risio, proprietario della DR Automobiles Groupe, ha acquistato i diritti per lo sviluppo automotive della O.S.C.A. da Fabia Maserati, nipote di Ernesto, fondatore con i fratelli della Casa del Tridente e dell'azienda bolognese.

## Motorsport

### Formula 1
La OSCA partecipò a quattro stagioni di Formula 1, dal 1951 al 1953 e nel 1959. Tuttavia durante questo periodo la scuderia riuscì a prendere parte solamente a cinque Gran Premi, senza mai ottenere punti, e con il 9º posto di Franco Rol nel Gran Premio d'Italia 1951 come miglior risultato. Nel 1959, ultimo anno di attività della OSCA come team, non furono utilizzate vetture OSCA, ma fu schierata una Cooper T43 con motore OSCA 2.0 L4.
L'azienda ha inoltre partecipato al campionato mondiale anche come fornitore di motori, dal 1951 al 1962.

#### Risultati in Formula 1

##### Come team
| Anno | Vettura    | Motore            | Gomme | Piloti |  |  |  |  |  |  |   |  |  |  |  |  |  |  |  |  |  |  |  |  |  |  |  |  | Punti | Pos. |
| ---- | ---------- | ----------------- | ----- | ------ |  |  |  |  |  |  | - |  |  |  |  |  |  |  |  |  |  |  |  |  |  |  |  |  | ----- | ---- |
| 1951 | OSCA 4500G | OSCA 4500 4.5 V12 | P     | Rol    |  |  |  |  |  |  | 9 |  |  |  |  |  |  |  |  |  |  |  |  |  |  |  |  |  | -     |      |

| Anno | Vettura | Motore          | Gomme | Piloti   |  |    |  |  |  |  |  |  |  |  |  |  |  |  |  |  |  |  |  |  |  |  |  |  | Punti | Pos. |
| ---- | ------- | --------------- | ----- | -------- |  | -- |  |  |  |  |  |  |  |  |  |  |  |  |  |  |  |  |  |  |  |  |  |  | ----- | ---- |
| 1958 | OSCA F2 | OSCA 372 1.5 L4 | P     | Cabianca |  | NQ |  |  |  |  |  |  |  |  |  |  |  |  |  |  |  |  |  |  |  |  |  |  | 0     | -    |
| 1958 | OSCA F2 | OSCA 372 1.5 L4 | P     | Piotti   |  | NQ |  |  |  |  |  |  |  |  |  |  |  |  |  |  |  |  |  |  |  |  |  |  | 0     | -    |

| Anno | Vettura    | Motore      | Gomme | Piloti    |  |  |  |  |  |  |  |  |     |  |  |  |  |  |  |  |  |  |  |  |  |  |  |  | Punti | Pos. |
| ---- | ---------- | ----------- | ----- | --------- |  |  |  |  |  |  |  |  | --- |  |  |  |  |  |  |  |  |  |  |  |  |  |  |  | ----- | ---- |
| 1959 | Cooper T43 | OSCA 2.0 L4 | P     | De Tomaso |  |  |  |  |  |  |  |  | Rit |  |  |  |  |  |  |  |  |  |  |  |  |  |  |  | 0     | -    |

##### Come costruttore
| Anno | Vettura | Motore           | Gomme | Piloti |  |  |  |  |  |  |  |     |  |  |  |  |  |  |  |  |  |  |  |  |  |  |  |  | Punti | Pos. |
| ---- | ------- | ---------------- | ----- | ------ |  |  |  |  |  |  |  | --- |  |  |  |  |  |  |  |  |  |  |  |  |  |  |  |  | ----- | ---- |
| 1952 | OSCA 20 | OSCA 2000 2.0 L6 | P     | Bayol  |  |  |  |  |  |  |  | Rit |  |  |  |  |  |  |  |  |  |  |  |  |  |  |  |  | -     |      |

| Anno | Vettura | Motore           | Gomme | Piloti |  |  |  |  |     |    |  |    |     |  |  |  |  |  |  |  |  |  |  |  |  |  |  |  | Punti | Pos. |
| ---- | ------- | ---------------- | ----- | ------ |  |  |  |  | --- | -- |  | -- | --- |  |  |  |  |  |  |  |  |  |  |  |  |  |  |  | ----- | ---- |
| 1953 | OSCA 20 | OSCA 2000 2.0 L6 | P     | Bayol  |  |  |  |  | Rit |    |  | NP | Rit |  |  |  |  |  |  |  |  |  |  |  |  |  |  |  | -     |      |
| 1953 | OSCA 20 | OSCA 2000 2.0 L6 | P     | Chiron |  |  |  |  | 15  | NP |  | NP | 10  |  |  |  |  |  |  |  |  |  |  |  |  |  |  |  | -     |      |

##### Come fornitore di motori
| Anno | Vettura          | Motore            | Gomme | Piloti      |  |  |  |  |  |  |  |     |  |  |  |  |  |  |  |  |  |  |  |  |  |  |  |  | Punti | Pos. |
| ---- | ---------------- | ----------------- | ----- | ----------- |  |  |  |  |  |  |  | --- |  |  |  |  |  |  |  |  |  |  |  |  |  |  |  |  | ----- | ---- |
| 1951 | Maserati 4CLT/48 | OSCA 4500 4.5 V12 | P     | Prince Bira |  |  |  |  |  |  |  | Rit |  |  |  |  |  |  |  |  |  |  |  |  |  |  |  |  |       |      |

| Anno | Vettura      | Motore          | Gomme | Piloti    |  |  |  |     |  |  |     |  |  |  |  |  |  |  |  |  |  |  |  |  |  |  |  |  | Punti | Pos. |
| ---- | ------------ | --------------- | ----- | --------- |  |  |  | --- |  |  | --- |  |  |  |  |  |  |  |  |  |  |  |  |  |  |  |  |  | ----- | ---- |
| 1961 | De Tomaso F1 | OSCA 372 1.5 L4 | D     | Scarlatti |  |  |  | Rit |  |  |     |  |  |  |  |  |  |  |  |  |  |  |  |  |  |  |  |  |       |      |
| 1961 | De Tomaso F1 | OSCA 372 1.5 L4 | D     | Lippi     |  |  |  |     |  |  | Rit |  |  |  |  |  |  |  |  |  |  |  |  |  |  |  |  |  |       |      |

| Anno | Vettura      | Motore          | Gomme | Piloti |  |  |  |  |  |  |    |  |  |  |  |  |  |  |  |  |  |  |  |  |  |  |  |  | Punti | Pos. |
| ---- | ------------ | --------------- | ----- | ------ |  |  |  |  |  |  | -- |  |  |  |  |  |  |  |  |  |  |  |  |  |  |  |  |  | ----- | ---- |
| 1962 | De Tomaso F1 | OSCA 372 1.5 L4 | D     | Lippi  |  |  |  |  |  |  | NQ |  |  |  |  |  |  |  |  |  |  |  |  |  |  |  |  |  |       |      |

| Legenda | 1º posto     | 2º posto | 3º posto    | A punti         | Senza punti/Non class.  | Grassetto – Pole position Corsivo – Giro più veloce |
| Legenda | Squalificato | Ritirato | Non partito | Non qualificato | Solo prove/Terzo pilota | Grassetto – Pole position Corsivo – Giro più veloce |

## Veicoli costruiti
- Osca MT4 (1947)
- Osca S187 (1956)
- Osca 750S (1957)
- Osca 1100 FJ (per la Formula Junior)
- Osca 1100 (1960)
- Osca 2000 Desmodromico (Morelli, 1959/60)
- Osca 1600 GT2 (1962)
- Osca 1600 SP (1963)